# M85
M85 (NGC4382) e лещовидна галактика, разположена по посока на съзвездието Косите на Вероника. Открита е от Пиер Мешен през 1781. През 1960 в нея е наблюдавана свръхнова от I тип, достигнала видима звездна величина от +11.7
Галактиката е с видима звездна величина от 10.0 и ъглови размери 7′.1 × 5′.5. Намира се на разстояние 60 000 000 св.г. от Земята.